# 沃倫頓 (北卡羅萊納州)
沃倫頓（英語：Warrenton）是一個位於美國北卡羅萊納州沃倫縣的城鎮。同時該地也是沃倫縣的縣治。

## 人口
根據2020年美國人口普查的數據，沃倫頓的面積為2.81平方千米，皆為陸地。當地共有人口851人，而人口密度為每平方千米303人。